# Нахоми Кавасуми
Нахоми Кавасуми (јап. 川澄 奈穂美; 23. септембар 1985) јапанска је фудбалерка.

## Репрезентација
За репрезентацију Јапана дебитовала је 2008. године. Са репрезентацијом Јапана наступала је на једним Олимпијским играма (2012) и два Светска првенства (2011. и 2015). За тај тим одиграла је 90 утакмица и постигла је 20 голова.

## Статистика
| Јапан  | Јапан | Јапан |
| Год.   | Ута.  | Гол.  |
| ------ | ----- | ----- |
| 2008   | 1     | 0     |
| 2009   | 2     | 0     |
| 2010   | 7     | 0     |
| 2011   | 13    | 6     |
| 2012   | 16    | 3     |
| 2013   | 11    | 3     |
| 2014   | 17    | 6     |
| 2015   | 11    | 1     |
| 2016   | 4     | 1     |
| 2017   | 0     | 0     |
| 2018   | 8     | 0     |
| Укупно | 90    | 20    |